# Torre Torone

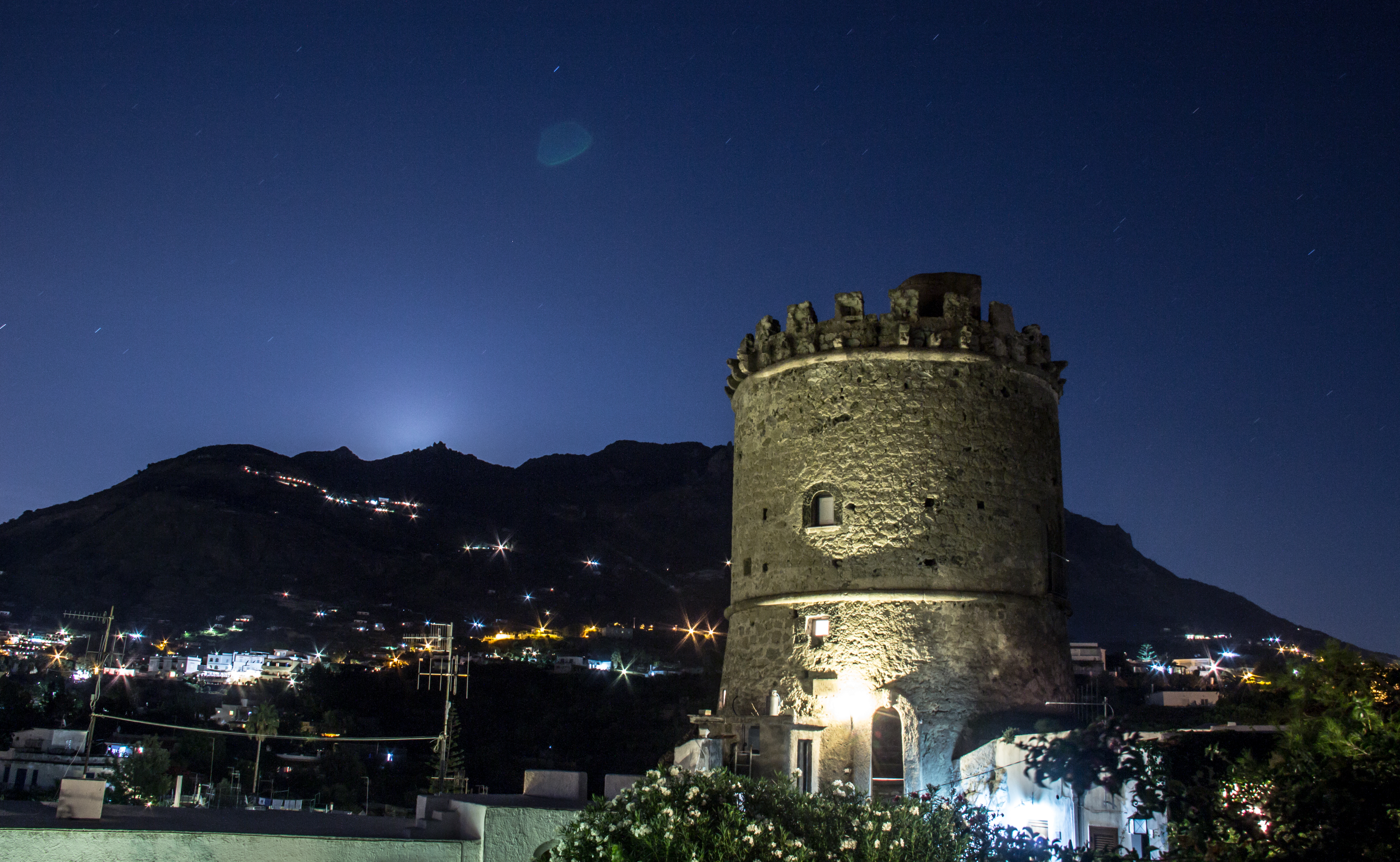
Torre Torone

Die Torre Torone befindet sich in Forio, einer der sechs Gemeinden von Ischia, Neapel, und liegt an einem strategisch wichtigen Ort, der sich auf halbem Weg zwischen dem Meer und dem Stadtzentrum befindet. Der auf einem riesigen Lavastein errichtete Turm überwacht den Hügel.
Er wurde im Jahr 1534 erbaut und diente als Wachturm zum Schutz vor Attacken der Barbaresken-Korsaren. Heute ist der Turm in Privatbesitz.

## Geschichte
Torre Torone ist eine der Festungen im Dorf Forio auf der Insel Ischia, erbaut 1534 aus dem berühmten grünen Tuffstein von Ischia. Die Position des Turms ist strategisch günstig, weil er zum einen direkt am Meer liegt, wo er als erste Verteidigungsfestung vom Ufer diente. Zum anderen ist der Turm nur in wenigen Gehminuten vom Zentrum von Forio entfernt, wodurch sich die Bevölkerung des Dorfes schnell hinter seinen Mauern während des Piratenangriffs verstecken konnte. Die Torre Torone hat auch eine vorteilhafte Position, da sie neben zwei anderen Aussichtstürmen liegt, wodurch eine einfache und schnelle Kommunikation mit Lichtsignalen ermöglicht wurde.
In der Tat waren die Hauptfunktionen der Türme Verteidigung und Kommunikation untereinander.

## Turm-Struktur
Wie die meisten Türme der Insel hat Torone eine zylindrische Form. Seine Wände bestehen aus grünem Tuff, und das Gebäude selbst wurde auf einem massiven Lavastein errichtet, das vom uralten Ausbruch des Vulkans Epomeo übrig geblieben war. Der Turm ist zweigeschossig mit einer Dachfläche, die von einer gezackten Brüstung umgeben ist.
Das Untergeschoss diente als Lager für Lebensmittel- und Artillerievorräte, es gab auch einen Tank zum Sammeln von Regenwasser. Die Reserven wurden so berechnet, dass die gesamte Bevölkerung vom Forio-Dorf mehrere Tage überleben konnte. Im zweiten Stock befand sich Garnison (etwa zehn Personen), die der Annäherung feindlicher Schiffe auf die Insel folgte und für die Alarmierung der Bürger und die Vorbereitung der Verteidigung verantwortlich war.
Die Plattform auf dem Dach des Turms war mit vier Bronzekanonen ausgestattet, die aufgrund der runden Form des Turms von allen Seiten Schutz bot.

## Pirate Dragut
Zahlreiche barbarische Raubzüge auf der Insel wurden von Piraten begangen, besonders oft waren es Sarazenen, viele Raubzüge und Raubüberfälle beeinflussten die Geschichte des Torre Torone sowie ganz Ischia.
Eine der tragischsten Piratenüberfälle war die Invasion von Pirat Dragut, einem Freund und manchmal Rivalen des berühmten Piraten Barbarossa. Dragut wurde wegen seiner Wildheit und Zerstörungskraft als „Sturm der Meere“ bezeichnet.
Im Juni 1544 drang Dragut auf die Insel ein und verursachte großen Schaden: mehr als 2000 Menschen starben und die Insel wurde völlig verwüstet und erobert. Dragut wohnte einige Zeit lang im Torre Torone.

## Gäste
Viele Touristen, die in der Nähe des Torre Torone übernachten, hören abends merkwürdige Geräusche. Oft denken viele Leute, dass dies der Geist des Turms ist, der Geist eines toten Piraten oder ein Militär, der während der Angriffe auf die Insel in der Garnison gedient hat.
In der Tat hören die Touristen die Geräusche einer Schleiereule, die sich auf dem Dach von Torone niedergelassen hat, und ist seit vielen Jahren ihr Symbol. Von Mai bis Juli siedelt sich dieser ungewöhnliche Gast jedes Jahr im Turm an.